# Sture Ohlin
Bo Sture Roland Ohlin (* 3. Mai 1935 in Arjeplog, Norrbottens län; † 22. November 2023 in Malå, Västerbottens län) war ein schwedischer Biathlet.
Sture Ohlin startete in seiner aktiven Zeit für den Verein Arjeplogs Skytteförening. In Saalfelden trat er 1958 bei der ersten Weltmeisterschaft an, belegte im Einzel den 4. Platz und gewann mit dem ersten Einzel-Weltmeister Adolf Wiklund sowie Olle Gunneriusson und Sven Nilsson im noch inoffiziellen Mannschaftswettbewerb. Auch bei der Biathlon-Weltmeisterschaft 1959 war er Teil des erfolgreichen schwedischen Teams, mit dem er neben Wiklund und Sven Agge hinter der Vertretung der UdSSR beim weiterhin inoffiziellen Wettbewerb Zweiter wurde. 1962 konnte er sich als Siebtplatzierter des Einzels in Hämeenlinna wieder gut in einem Einzelrennen platzieren. Karrierehöhepunkt wurden die Olympischen Winterspiele 1964 in Innsbruck, bei denen Ohlin 12. wurde. Mit Olle Petrusson, Tore Eriksson und Holmfrid Olsson gewann Ohlin zum Ende seiner Karriere bei den Biathlon-Weltmeisterschaften 1966 in Garmisch-Partenkirchen wie auch im Jahr darauf in Altenberg bei den mittlerweile zum offiziellen Programm gehörenden Staffelwettbewerben als Schlussläufer die Bronzemedaillen.